# Völkl
Völkl (pronunciación en alemán: /fœlkl/) es una compañía de equipamiento deportivo manufacturado cuya sede principal está en Alemania. Siendo una sucursal de Jarden Corporation. Inicialmente solo fabricaban esquís, pero sus productos se han extendido a tablas de snow, ropa de abrigo y equipamiento de tenis. La marca americana está localizada en Lebanon, New Hampshire. En 2015 Völkl compró la bota de esquí producida por Dalbello.

## Esquís de Völkl
Desde 1914, Völkl ha estado produciendo esquís en Straubing, Alemania. En la década de los sesenta, Sears empezó a distribuir la marca Völkl en los Estados Unidos bajo el nombre de la marca de Othmar Schneider y Sears. Aunque recientemente crearon una producción con tecnología avanzada en Straubing, la fábrica original sigue en uso como el centro mundial de logística de Völkl.
En la temporada 2016-2017 ha salido una nueva alta gama de productos de nieve en los cuales según la modalidad en la cual te quieras especializar se dividen en las siguientes categorías:
1. Race: se utiliza, como su propio nombre indica, para competiciones de carrera, es decir, eslalon, descenso y combinada. Han salido 3 productos a la venta que son RaceTiger, FisRace y FisRace Junior.
2. All mountain: este tipo de esquí está diseñado para aquellos que quieran esquiar mayoritariamente por nieve virgen, es decir, fuera de pista. También pueden ser usados para las competiciones de saltos, pero dado que son más anchos dificultan coger velocidades mayores. Esta temporada han salido los All mountain race y los All mountain piste.
3. Free Ride: este tipo de esquí está diseñado tanto como para esquiar por pista como por fuera de pista. En definitiva es un esquí completo para esquiar por la mayor parte de los sitios, son recomendados para aquellos esquiadores que están acostumbrados al esquí alpino combinado con el fuera de pista. Algunos de los esquís más prometedores de la temporadfa son los Confession, los Yumi y los Aura.

## Völkl en el tenis profesional
Las raquetas de tenis producidas por Völkl son usadas por jugadores como Boris Becker, Michael Stich, Sergi Bruguera, Pert Korda y Jana Novotna. La lista de los jugadores actuales incluyen a Stefanie Vögele, Liezel Huber, Laura Siegemund y bastantes jugadores de la categoría sénior y júnior en el tour. Esta no es más que una parte de Völkl Skis y la producción tiene lugar en una fábrica totalmente distinta.

## Völkl en Estados Unidos
Localizado en New Hampshire, es el importador y distribuidor de los productos Völkl en los Estados Unidos y una sucursal de marca internacional Völkl. Jarden Action Sports compró esas dos. K2 y LINE fueron adquiridas por Jarden Corporation en 2007.